# (7863) Turnbull
(7863) Turnbull est un astéroïde de la ceinture principale.

## Description
(7863) Turnbull est un astéroïde de la ceinture principale. Il fut découvert le 2 novembre 1981 à la station Anderson Mesa par Brian A. Skiff. Il présente une orbite caractérisée par un demi-grand axe de 3,13 UA, une excentricité de 0,18 et une inclinaison de 0,7° par rapport à l'écliptique.

## Compléments